# Uprock
L'Uprock (o The Rock Dance) è uno stile di danza nato nel 1968 a Brooklyn (New York) ad opera di Apache e Rubber Band Man. 

## Descrizione
Prendendo spunto dalle lotte violente fra gang, l'Uprock simula un combattimento fra due avversari senza però alcuno scontro fisico. Una sessione di Uprock è composta da Burn (colpi mimati) e Jerks (oscillazioni del corpo), rifacendosi a movimenti di Salsa e Hustle. Le tracce musicali utilizzate nell'Uprock sono simili ai breakbeat usati dalla break dance, fra cui ricordiamo: Apache degli Incredible Bongo Band, It's Just Begun dei Jimmy Castor Bunch. Il gruppo (crew) di riferimento è quello dei Dynasty Rockers, fondato nel 1973 dai già citati Apache e Rubber Band.
L'Uprock non è un passo introduttivo della break dance, né una sequenza di 3 o 4 passi da eseguire per sfidare un altro b-boy.
L'Uprock è una sfida, uno scontro. Il combattimento avviene fra 2 persone contemporaneamente. In caso di sfida fra gruppi rivali, ogni gruppo di volta in volta manda un solo rappresentante alla volta che si scontra con quello del gruppo avversario. Lo scontro avviene senza alcun contatto fisico. I passi di Uprock si dividono in Jerks (oscillazioni del corpo) e Burns (colpi). I Burns mimano mosse realmente utilizzate nelle lotte fra gangs, e si dividono in: punching (mimando colpi di pugno), cutting (mimando l'attacco con armi da taglio come coltelli o spade) e shooting (mimando l'attacco con armi da fuoco come pistole e fucili). Nell'Uprock lo scopo principale è eseguire questi movimenti ballando sulla musica che il dj mette per l'occasione. Schivare e rispondere ai colpi è anche importante, ma non come il fatto di ballare, prerogativa indispensabile per un Uprocker.